# Тэрасима, Такума
Такума Тэрасима  (яп. 寺島 拓篤 Тэрасима  Такума, род. 20 декабря 1983 года) — японский сейю, певец и актёр. Родился в префектуре Исикава. Работает на агентство AXL ONE. Учился в университете Tokyo Announce. Также раньше работал на агентства Holy Рeak и Production Baobab. В марте 2012 года получил награду Seiyu Awards за лучшую песню. В 2015 году вступил в Original Entertainment Paradise. 6 июля 2017 года женился на японской сейю Сатоми Сато.

## Роли

### Аниме
2005
- Genesis of Aquarion: Апполо/Апполониус

2006
- Kiba: Гитора
- Princess Princess: Харуе Ватару

2007
- Bleach: Рурииро Кудзаку
- Hidamari Sketch: Масико
- Saint Beast: Саки
- Sisters of Wellber: Дзин
- Terra e...: Тасион, Альфред, Сиан
- Zoku Sayonara Zetsubou Sensei: Кино Куния

2008
- Goku Sayonara Zetsubou Sensei: Кино Куния
- Magician's Academy: Сакума Иетаро
- One Outs: Каванака Дзюнитиро
- Shigofumi: Нодзима Канамэ

2009
- Chrome Shelled Regios: Луа Хеа Селиван
- Princess Lover! : Арима Теппей
- Zan Sayonara Zetsubou Sensei: Кино Куния

2010
- Amagami SS: Юмэхара Масаёси
- Baka and Test: Кубо Тосимицу
- Break Blade: Ио
- Durarara!!: Тогуса Сабуро
- Maid Sama!: Сарасина Икуто
- Tantei Opera Milky Holmes: Сосэки Исинагарэ
- The Legend of the Legendary Heroes: Орла Суи

2011
- C³: Тайдзо Хакуто
- Mobile Suit Gundam AGE: Десилл Галлет/Асем Стори
- Sacred Seven: Тандодзи Альма
- The Idolmaster: Амагасэ Тома
- Uta no Prince-sama Maji Love 1000%: Иттоки Отоя

2012
- Aquarion Evol: Аполло
- Amagami SS+: Юмэхара Масаёси
- Cross Fight B-Daman eS: Гэнта Анкокудзи
- Kokoro Connect: Юсифуми Аоки
- Jewelpet Kira☆Deco!: Рэцу Акаги/Рэд
- Metal Fight Beyblade Zero-G: Унабара Кайто
- My Little Monster: Ямагути Кэндзи
- Tantei Opera Milky Holmes: Act 2: Сосэки Исинагарэ

2013
- Ace of Diamond: Наоюки Дзадзен
- Blood Lad: Волк
- Hakkenden: Eight Dogs of the East: Кобунго Инута
- Log Horizon: Сироэ/Сироганэ Кэй
- Makai Ouji: Devils and Realist: Данталион
- Mushibugyo: Мугаи
- The World God Only Knows: Goddesses: Рё Асама
- Tokyo Ravens: Шэвер
- Uta no Prince-sama Maji Love 2000%: Иттоки Отоя
- White Album 2: Такэя Иидзука

2014
- Baby Steps: Кодзиро Кагэяма
- Black Butler: Book of Circus: Снэйк
- Broken Blade: Колонел Ио
- In Search of the Lost Future: Сё Акияма
- Jinsei: Такаюки Ито
- Mekakucity Actors: Синтаро Кисараги
- Log Horizon 2nd Series: Сироэ/Сироганэ Кэй
- Love, Chunibyo & Other Delusions -Heart Throb-: Тихиро
- PriPara: Усаги
- The Irregular at Magic High School: Леонхард Сандзё
- When Supernatural Battles Became Commonplace: Хадзимэ Кирю

2015
- Baby Steps Season 2: Кодзиро Кагэяма
- Comet Lucifer: Роман Валофф
- Cute High Earth Defense Club LOVE!: Геро Акоя
- Fairy Tail : Шакал
- Mikagura School Suite: Тонкюн
- Uta no Prince-sama Maji Love Revolutions: Иттоки Отоя

2016
- Servamp: Махиру Сирота
- Super Lovers: Сима Кайдо
- Uta no Prince-sama Maji Love Legend Star: Иттоки Отоя
- Haikyū!! Karasuno Kōkō VS Shiratorizawa Gakuen Kōkō: Иэта Сими
- "Sousei no Onmyouji": Татара

2017
- The Irregular at Magic High School The Movie: The Girl Who Calls the Stars: Леонхард Сандзё
- Atom: The Beginning: Отаномидзу Хироси
- Kado: The Right Answer: Яхакуи дза Шунина
- Konbini Kareshi: Харуки Мисима